# Elisabeth Reichart
Elisabeth Reichart (* 19. November 1953 in Steyregg/Oberösterreich) ist eine österreichische Schriftstellerin.

## Leben und Leistungen
Elisabeth Reichart legte ihre Reifeprüfung an einer höheren Lehranstalt für Fremdenverkehrsberufe in Kleßheim ab. Sie studierte anschließend Geschichte und Germanistik an den Universitäten in Salzburg und Wien. 1983 promovierte sie als Historikerin an der
Universität Salzburg mit einer Arbeit über den Widerstand gegen die nationalsozialistische Herrschaft im Salzkammergut zum Doktor der Philosophie. Seit 1982 lebt sie als freie Schriftstellerin in Wien. 1992 leitete sie dort das neu gegründete AutorInnenlabor im Kunstverein „Alte Schmiede“. 1994 war sie Writer in residence am Allegheny College in Meadville, Pennsylvania, 1995 und 2007 an der Bowling Green State University, 2002 am Dickinson College in Carlisle, Pennsylvania und 2005 Grinnell College, Iowa. Als Gastprofessorin war Elisabeth Reichart 1999 und 2004 an der Universität Nagoya in Japan.
Elisabeth Reichart verfasst Romane, Erzählungen, Theaterstücke, Hörspiele und Kinderbücher. Ein wichtiges Thema ihrer Werke ist das Fortwirken der nationalsozialistischen Vergangenheit und die Deformationen, zu denen deren Verdrängung durch Verzicht auf Erinnerung bis heute führt. Reichart schreibt aber auch dezidiert feministische Texte, vorwiegend aus einer überaus  kritischen Position gegenüber der nach Meinung der Autorin vorherrschenden Männersprache.

## Auszeichnungen
- 1980 Rauriser Förderungspreis
- 1982 Rauriser Förderungspreis
- 1985 Theodor-Körner-Preis
- 1989 Literaturförderungspreis der Stadt Wien
- 1993 Österreichischer Förderpreis für Literatur
- 1995 Elias-Canetti-Stipendium
- 1996 Elias-Canetti-Stipendium
- 1997 Autorin für den Ingeborg-Bachmann-Preis
- 1999 Österreichischer Würdigungspreis für Literatur
- 2000 Literaturpreis der Salzburger Wirtschaft
- 2000 Anton-Wildgans-Preis
- 2004 wurde Lauras Plan unter die zehn besonderen Bücher zum Andersentag gewählt.
- 2009 Landeskulturpreis Oberösterreich
- 2015 Preis der Stadt Wien für Literatur
- 2020 Veza-Canetti-Preis der Stadt Wien[1]

## Werke
- Heute ist morgen. Salzburg 1983.
- Februarschatten. Salzburg: Otto Müller Verlag 1984, ISBN 3-7013-0899-3.
- Komm über den See. Frankfurt am Main 1988, ISBN 3-351-01016-8.
- La Valse. Salzburg: Otto Müller Verlag 1992, ISBN 3-7013-0827-6.
- Fotze. Salzburg: Otto Müller Verlag 1993, ISBN 3-7013-0868-3.
- Sakkorausch. Salzburg: Otto Müller Verlag 1994, ISBN 3-7013-0881-0.
- Nachtmär. Salzburg: Otto Müller Verlag 1995, ISBN 3-7013-0913-2.
- Das vergessene Lächeln der Amaterasu. Salzburg: Otto Müller Verlag 1998, ISBN 978-3-3510-2851-0.
- Danubio im Traumwasser. Schloß Hamborn 2000, ISBN 3-931156-60-5. (zusammen mit Kiki Ketcham-Neumann)
- Strasse am Rande von Wien. Kleine Heimatkunde, Anthologie, 2003[2]
- Lauras Plan. St. Pölten u. a. 2004 (Kinderbuch), ISBN 3-85326-281-3.
- Das Haus der sterbenden Männer. Salzburg: Otto Müller Verlag 2005, ISBN 3-7013-1104-8.
- Die unsichtbare Fotografin. Salzburg: Otto Müller Verlag 2008, ISBN 978-3-7013-1151-4.
- Die Voest-Kinder. Salzburg: Otto Müller Verlag 2011 ISBN 978-3-7013-1187-3.
- In der Mondsichel und anderen Herzgegenden. Salzburg: Otto Müller Verlag 2013, ISBN 978-3-7013-1212-2.
- Frühstück bei Fortuna. Salzburg: Otto Müller Verlag 2016, ISBN 978-3-7013-1247-4.
- Mein Geliebter, der Wind. Salzburg: Otto Müller Verlag 2019, ISBN 978-3-7013-1273-3.

## Herausgeberschaft
- Österreichische Dichterinnen. Salzburg u. a. 1993